# Puig de la Rabassada
El Puig de la Rabassada és una muntanya de 163 metres que es troba al municipi de Sant Martí Vell, a la comarca del Gironès.